# Kom alla mina kycklingar
Kom alla mina kycklingar är en lek som leks utomhus eller i gymnastiksalar, där en person agerar höna, en person spelar varg (eller räv) och de övriga kycklingar. Hönan står vid ena sidan av lekområdet, inom det område som är säkert och där vargen inte får fånga kycklingarna. Kycklingarna står på andra sidan och vargen står i mitten.
Leken börjar med att hönan ropar "Kom alla mina kycklingar!". De andra agerar då kycklingar, som svarar att de inte törs på grund av vargen, men hönan manar på dem att komma ändå och kycklingarna springer då över vargens område.
Vargens uppgift är att jaga och fånga kycklingarna. Den som blir tagen blir i nästa omgång antingen utslagen, eller får själv vara med och agera vargunge.
”-Kom alla mina små kycklingar.
-Vi törs inte.
-Varför då?
-För vargen.
-Vad äter han?
-Kött!
-Vad dricker han?
-Blod!
-Kom ändå!”